# يوتوبيا (رواية)
يوتوبيا رواية اجتماعية للكاتب المصري أحمد خالد توفيق، صدرت في عام 2008 وتعتبر هي الرواية الأولى له التي تصدر خارج المؤسسة العربية الحديثة، وقد جاءت الرواية في المركز الثاني في قائمة أكثر الكتب مبيعاً في دار ميريت.
وقد صدرت الرواية مسلسلة من 6 أجزاء في جريدة الدستور المصرية في عام 2006 ولكن في الرواية تم إضافة المزيد من الأحداث بها. وطبعت تلك الرواية في دار ميريت عام 2008، وسوف تصدر ترجمة إنجليزية للرواية من دار بلومزبري

## أحداث الرواية
| هأنتم أولاء يا كلاب قد انحدر بكم الحال حتى صرتم تأكلون الكلاب !.. لقد أنذرتكم ألف مرة..حكيت لكم نظريات مالتوس وجمال حمدان ونبوءات أورويل وهـ.ج. ويلز.. لكنكم في كل مرة تنتشون بالحشيش والخمر الرخيصة وتنامون الآن أنا أتأرجح بين الحزن على حالكم الذي هو حالي، وبين الشماتة فيكم لأنكم الآن فقط تعرفون.. غضبتي عليكم كغضبة أنبياء العهد القديم على قومهم، فمنهم من راح يهلل ويغني عندما حاصر البابليون مدينته.. لقد شعر بأن اعتباره قد تم استرداده أخيرًا حتى لو كانت هذه آخر نشوة له.. إنني ألعنكم يا بلهاء ألعنكم لكن ما أثار رعبي أنهم لا يبالون على الإطلاق.. لا يهتمون البتة.. إنهم يبحثون عن المرأة التالية ولفافة التبغ التالية والوجبة التالية ولا يشعرون بما وصلوا إليه |
| —الغلاف الخلفي من رواية يوتوبيا |

تدور أحداث الرواية في سنة 2023 حيث تحولت مصر إلى طبقتين، الأولى بالغة الثراء والرفاهية وهي (يوتوبيا) المدينة المحاطة بسور ويحرسها جنود المارينز التي تقع في الساحل الشمالي والثانية فقر مدقع وتعيش في عشوائيات ويتقاتلون من أجل الطعام والرواية تحكى قصة شاب غني من يوتوبيا يريد أن يتسلى ويقوم بمغامرة لكسر ملل الحياة ورتابتها وهي صيد إنسان فقير من سكان شبرا واللعب به مع أصحابه للحصول على متعة ثم قتله والاحتفاظ بجزء من جسده على سبيل الفخر وهي من الهوايات الجديدة للأغنياء الذين يعيشون في الساحل الشمالي تحديدًا في يوتوبيا التي تشكل عالم الأغنياء.
كما يعتمد أحمد خالد توفيق في بعض المواطن بشكل صريح على إحصائيات علمية وتقارير مثل تقرير للدكتور أحمد عكاشة عن الإدمان في مصر وتقرير صحفي في ملتقى الحوار للتنمية وحقوق الإنسان عن جرائم العنف ضد النساء وأيضا على موقع مصراوي كواحد من مواقع الإنترنت.
ويظهر الشاعر عبد الرحمن الأبنودي بأشعاره السياسية والوطنية على صفحات الرواية.

## مدينة يوتوبيا
اسم يوتوبيا هو مصطلح يصف الدولة الفاضلة حيث يكون كل شيء مثالياً للبشر وتكون كل قيم العدل والمساواة متوفرة وجميع الشرور مثل الفقر والبؤس والأمراض غير موجودة هذا الوصف والعديد من الأشياء الجميلة، وأصل الكلمة كان في كتاب يوتوبيا المنشور عام 1516 من تأليف توماس مور واعتمد في أفكار مدينته الفاضلة على أفكار أفلاطون في كتاب الجمهورية.
أما في مدينة يوتوبيا أحمد خالد توفيق فهي مدينة الأغنياء فقط يحرسها رجال المارينز الأمريكان، لها جريدتها الخاصة لكن هناك جرائد عامة لا تستطيع قراءتها (ص27) وما زالت الام هي الام.. لا يمكنك التخلص منها (ص27)
ويصف لنا الفلوجستين نوع جديد من المخدرات يختلف تماما عن الكلة والبانجو وحبوب الصراصير والحشيش واحتكار أهل يوتوبيا لكل شيء وتفاخر بطل الرواية بأبيه الذي لا يمكن تعاطى قرص اسبيرين في أي موضع في مصر إلا عن طريقه (الرواية ص162) وعن إسرائيل لك أن تتصور أنها افتتحت قناتها التي صارت بديلا جاهزا لقناة السويس والاسرائليون هم اعز أصدقاء الذين يعيشون في يوتوبيا والدول الخليجية نضب بترولها وطردت العمالة المصرية وأعفت الدولة نفسها من أي خدمات تقدمها وخصصت كل شيء
هكذا تكون مجتمعان إحدهما يملك كل شيء والأخر لا يملك شيء (الرواية ص107)
هذا الأخر هو مصر الحقيقية التي لن تجد الأكل أو السكن أو العلاج سيكون المترو وبقاياه من مظاهر الحياة وملصقات شبكات المحمول التي توقفت عن العمل والكهرباء التي توقفت وسيكون أفضل ما في مصر عدم وجود كلاب ضالة أو غير ضالة حيث أن الناس/الفقراء/الأغيار كما تعرفهم الرواية سوف يصطادونها للطعام وهذا هو أفضل طعام لهم والكتب سوف تجدها في القمامة فهى أشياء لم تعد تباع(ص 111)
اللغة مزيج بين العربية والمصرية العامية وفي بعض الأحيان العامية الوقحة التي يستخدمها الطبقات الشعبية انحطاطا وأيضا اللغة ليست فظية بل لغة جسدية أيضا من تعبيرات

## الشخصيات الرئيسية
- الشاب اليوتوبي: وقد عرف عن نفسه باسم علاء، وهو ابن (مراد بك)، شاب ثري يعيش في يوتوبيا وقد مل من حياة الثراء
- جريمنال: صديقة علاء التي تغادر معه يوتوبيا
- جابر: الشاب المثقف الفقير الذي يأوي علاء وجريمنال في منزله
- صفية: شقيقة جابر

## وصلات خارجية
- آراء القراء حول رواية يوتوبيا في موقع أبجد